# Coprosma macrocarpa
Coprosma macrocarpa är en måreväxtart som beskrevs av Thomas Frederic Cheeseman. Coprosma macrocarpa ingår i släktet Coprosma och familjen måreväxter. Inga underarter finns listade i Catalogue of Life.